# Geneva Open 2025
Il Geneva Open 2025, ufficialmente Gonet Geneva Open 2025 per motivi di sponsorizzazione, è un torneo di tennis giocato sulla terra rossa. È la 22ª edizione del torneo facente parte dell'ATP Tour 250 nell'ambito dell'ATP Tour 2025. Si gioca al Tennis Club de Genève di Ginevra, in Svizzera, dal 18 al 24 maggio 2025.

## Partecipanti al singolare

### Teste di serie
| Nazionalità | Giocatore      | Ranking* | Testa di serie |
| ----------- | -------------- | -------- | -------------- |
| Stati Uniti | Taylor Fritz   | 4        | 1              |
| Serbia      | Novak Đoković  | 6        | 2              |
| Rep. Ceca   | Tomáš Macháč   | 20       | 3              |
|             | Karen Chačanov | 24       | 4              |
| Australia   | Alexei Popyrin | 25       | 5              |
| Polonia     | Hubert Hurkacz | 31       | 6              |
| Stati Uniti | Alex Michelsen | 32       | 7              |
| Italia      | Matteo Arnaldi | 37       | 8              |

* Ranking al 5 maggio 2025.

#### Altri partecipanti
I seguenti giocatori hanno ricevuto una wildcard per il tabellone principale:
- Arthur Cazaux
- Dušan Lajović
- Dominic Stricker

I seguenti giocatori sono entrati nel tabellone principale passando dalle qualificazioni:

- Ivan Gakhov
- Cameron Norrie
- Sebastian Ofner
- Karue Sell

#### Ritiri
Prima del torneo
- Grigor Dimitrov → sostituito da  Learner Tien
- Tallon Griekspoor → sostituito da  Hugo Gaston
- Casper Ruud → sostituito da  Márton Fucsovics
- Denis Shapovalov → sostituito da  Kei Nishikori
- Lorenzo Sonego → sostituito da  Arthur Rinderknech
- Jordan Thompson → sostituito da  Nicolás Jarry

## Partecipanti al doppio

### Teste di serie
| Nazione     | Giocatore       | Nazione     | Giocatore       | Ranking* | Testa di serie |
| ----------- | --------------- | ----------- | --------------- | -------- | -------------- |
| El Salvador | Marcelo Arévalo | Croazia     | Mate Pavić      | 2        | 1              |
| India       | Yuki Bhambri    | Stati Uniti | Robert Galloway | 66       | 2              |
| Australia   | Matthew Ebden   | Australia   | John Peers      | 67       | 3              |
| Brasile     | Rafael Matos    | Brasile     | Marcelo Melo    | 76       | 4              |

* Ranking al 5 maggio 2025.

### Altri partecipanti
Le seguenti coppie di giocatori hanno ricevuto una wildcard per il tabellone principale:
- Pierre-Hugues Herbert /  Nicolas Mahut
- Jakub Paul /  Dominic Stricker

## Punti
| Evento    | V   | F   | SF  | QF | 2T   | 1T | Q    | Q2   | Q1   |
| Singolare | 250 | 165 | 100 | 50 | 25   | 0  | 13   | 7    | 0    |
| Doppio    | 250 | 150 | 90  | 45 | N.D. | 0  | N.D. | N.D. | N.D. |

## Montepremi
| Evento    | V        | F        | SF       | QF       | 2T       | 1T      | Q2      | Q1      |
| Singolare | 88 125 € | 51 400 € | 30 220 € | 17 510 € | 10 165 € | 6 215 € | 3 105 € | 1 695 € |
| Doppio*   | 30 610 € | 16 380 € | 9 600 €  | 5 370 €  | N.D.     | 3 160 € | N.D.    | N.D.    |

*per team